# Hockey sur gazon aux Jeux olympiques de 1908
Navigation
Anvers 1920
Le tournoi masculin de hockey sur gazon aux Jeux olympiques de 1908 se tient à Londres du 29 au 31 octobre 1908. Les matchs ont lieu au sein du White City Stadium située à Londres.

## Format de la compétition
Six équipes participent au tournoi qui se déroule en matchs à élimination directe sur trois tours : premier tour, demi-finales et finale. Deux équipes britanniques, l'Irlande et le pays de Galles, sont exemptées de premier tour où entrent donc en lice les quatre autres équipes : l'Allemagne, l'Angleterre, l’Écosse et la France. Les deux vainqueurs du premier tour se rencontrent en demi-finale, tandis que les exemptés du tour précédent, l'Irlande et le Pays de Galles, s'affrontent dans l'autre demi-finale. Il n'y a pas de match pour la troisième place, par conséquent les deux perdants en demi-finales se partagent la médaille de bronze. En revanche il y a un match pour la cinquième place entre les deux battus du premier tour.

## Premier tour
| 29 octobre 1908 | Angleterre                                                     | 10 - 1 | France | White City Stadium, Londres |  |
|                 | Green Logan (2 buts) Pridmore (3 buts) Rees Shoveller (3 buts) |        | Poupon |                             |  |

| 29 octobre 1908 | Écosse                     | 4 - 0 | Allemagne | White City Stadium, Londres |
|                 | Burt Laing (2 buts) Walker |       |           |                             |

Exemptés :
 Pays de Galles
 Irlande

### Match pour la5eplace
| 30 octobre 1908 | Allemagne | 1 - 0 | France | White City Stadium, Londres |
|                 | Möding    |       |        |                             |

## Dernier carré
|  | Demi-finales    | Demi-finales    |            |   | Finale          | Finale          |
|  | Demi-finales    | Demi-finales    |            |   | Finale          | Finale          |
|  |                 |                 |            |   |                 |                 |
|  | 29 octobre 1908 | 29 octobre 1908 |            |   | 31 octobre 1908 | 31 octobre 1908 |
|  | 29 octobre 1908 | 29 octobre 1908 |            |   | 31 octobre 1908 | 31 octobre 1908 |
|  | Écosse          | 1               |            |   | 31 octobre 1908 | 31 octobre 1908 |
|  | Écosse          | 1               |            |   | 31 octobre 1908 | 31 octobre 1908 |
|  | Angleterre      | 6               |            |   | 31 octobre 1908 | 31 octobre 1908 |
|  | Angleterre      | 6               | Angleterre | 8 |                 |                 |
|  | 29 octobre 1908 |                 | Angleterre | 8 |                 |                 |
|  |                 | Irlande         | 1          |   |                 |                 |
|  | Irlande         | Irlande         | 1          | 3 |                 |                 |
|  | Irlande         |                 |            | 3 |                 |                 |
|  | Pays de Galles  | 1               |            |   |                 |                 |
|  | Pays de Galles  | 1               |            |   |                 |                 |

### Demi-finales
| 29 octobre 1908 | Écosse | 1 - 6 | Angleterre                                 | White City Stadium, Londres |  |
|                 | Walker |       | Logan Pridmore (3 buts) Shoveller (2 buts) |                             |  |

| 29 octobre 1908 | Irlande              | 3 - 1 | Pays de Galles | White City Stadium, Londres |  |
|                 | Gregg Power Robinson |       | Williams       |                             |  |

### Finale
| Finale          | Angleterre                                          | 8 - 1 | Irlande  | White City Stadium, Londres |  |
| 31 octobre 1908 | Logan (2 buts) Pridmore (4 buts) Shoveller (2 buts) |       | Robinson |                             |  |

## Classement et statistiques

### Classement final
| Médaille d'or      | Angleterre     |
| Médaille d'argent  | Irlande        |
| Médaille de bronze | Écosse         |
| Médaille de bronze | Pays de Galles |
| 5                  | Allemagne      |
| 6                  | France         |

### Podiums
| Épreuves         | Or | Argent | Bronze |
| ---------------- | --- | --- | --- |
| Tournoi masculin | Angleterre Louis Baillon Harry S. Freeman Eric Green Gerald Logan Alan Noble Edgar Page Reginald Pridmore Percy Rees John Robinson Stanley Shoveller Harvey Wood | Irlande Edward Allman-Smith Henry Brown Walter Campbell William Graham Richard Gregg Edward Holmes Robert Kennedy Henry Murphy Walter Peterson Charles Power Frank Robinson | Écosse Alexander Burt John Burt Alastair Denniston Charles Howard Foulkes Hew Fraser James Harper-Orr Ivan Laing Hugh Neilson William Orchardson Norman Stevenson Hugh Walker Pays de Galles Frank Connah Llewellyn Evans Arthur Law Richard Lyne Wilfred Pallott Frederick Phillips Edward Richards Charles Shephard Bertrand Turnbull Philip Turnbull James Williams |

### Meilleurs buteurs
| Rang | Nom               | Pays       | Buts |
| ---- | ----------------- | ---------- | ---- |
| 1    | Reginald Pridmore | Angleterre | 10   |
| 2    | Stanley Shoveller | Angleterre | 7    |
| 3    | Gerald Logan      | Angleterre | 5    |
| 4    | Frank Robinson    | Irlande    | 2    |
| 4    | Hugh Walker       | Écosse     | 2    |